# Skibhusskoven
Skibhusene Skov eller Skibhusskoven er en kommunal skov på cirka 18 hektar og bestående primært af løvtræer, men der er også enkelte nåletræer. Skoven er beliggende i yderkanten af Skibhuskvarteret i Odense og er omkranset af Ejbygade (O2) samt Sandhusvej. Skoven bliver derfor kaldt Sandhusskoven af mange lokale.